# Майдан Гірний
Майдан Гірний (пол. Majdan Górny; укр. Майдан Гірний) — село в Польщі, у гміні Томашів Томашівського повіту Люблінського воєводства. Населення — 1013 осіб (2011).

## Історія
За даними етнографічної експедиції 1869—1870 років під керівництвом Павла Чубинського, у селі здебільшого проживали римо-католики, меншою мірою — греко-католики, які розмовляли польською мовою.
У 1975—1998 роках село належало до Замойського воєводства.

## Демографія
Демографічна структура станом на 31 березня 2011 року:
|          | Загалом | Допрацездатний вік | Працездатний вік | Постпрацездатний вік |
| -------- | ------- | ------------------ | ---------------- | -------------------- |
| Чоловіки | 516     | 106                | 343              | 67                   |
| Жінки    | 497     | 102                | 266              | 129                  |
| Разом    | 1013    | 208                | 609              | 196                  |